# 邯鄲商
邯鄲商（？—206年？），複姓邯鄲兗州陳留人，東漢末期政治人物。官至雍州刺史，後被武威太守張猛殺死。

## 生平
邯鄲商於東漢興平元年(西元194年)六月被任命為雍州刺史。建安十一年(西元206年)秋七月，時任武威太守的張猛和邯鄲商因长期不和矛盾激化，邯鄲商凖備發兵誅殺張猛。張猛察覺邯鄲商有意加害自己，就率先舉兵攻打邯鄲商，因為邯鄲商府衙與張猛住處相近，邯鄲商聽到張猛率兵到來時大為害怕，爬上屋頂要求和張猛和解，但邯鄲商下來後就被張猛痛罵，并將邯鄲商軟禁。邯鄲商逃走失敗，被張猛追上殺死，張猛遂自立为雍州刺史。邯鄲商死後不久張猛被韓遂擊敗，猛自焚而死。

## 卒年爭議
《三國志》引《典略》記載邯鄲商死於建安十四年(西元209年)，而范曄《後漢書》與袁宏《後漢紀》則記載邯鄲商死於建安十一年。